# Юсипчук Михайло Іванович
Миха́йло Іва́нович Юсипчу́к (29 серпня 1920, Косів — 21 жовтня 1973) — український радянський різьбяр по дереву; член Спілки радянських художників України.

## Біографія
Народився 29 серпня 1920 року в місті Косові (нині Івано-Франківська область, Україна). Ремесла навчався у В. Кобрина. Працював у косівській артілі «Гуцульщина».
Мешкав у Косові в будинку на вулиці Павлика, № 2а. Помер 21 жовтня 1973 року.

## Творчість
Працював у галузі декоративного мистецтва (різьба по дереву). Серед робіт:
- скринька тематична (1954; до 300-річчя возз'єднання України з Росією);
- тарілка на тему «Українське народне мистецтво» (1957);
- подвійна шкатулка (1960); декоративні шкатулки (1963);
- тематичні тарілки до 150-річчя від дня народження Тараса Шевченка (1964) та інші.

Брав участь у республіканських виставках з 1954 року, всесоюзних — з 1957 року, зарубіжних — з 1956 року.
У Національному музеї народного мистецтва Гуцульщини та Покуття імені Йосафата Кобринського у відділі «дерево» зберігаються два твори майстра.